# قانون الأثر

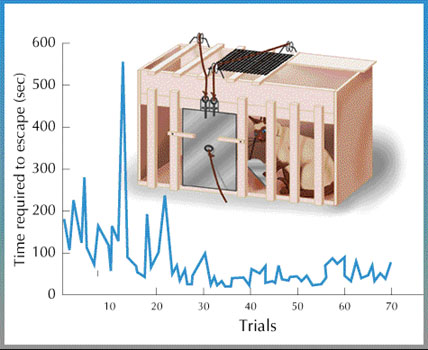

قانون الأثر هو مبدأ من مبادئ المدرسة السلوكية في علم النفس، وضعه العالم الأمريكي إدوارد لي ثورندايك وينص على أن احتمالية تكرر الاستجابة عند الإنسان لاحقاً منوطة بالنتيجة التي تتولّد عنها، فالاستجابات التي تتبعها نتائج ايجابية، تزداد احتمالية حدوثها، بعكس الاستجابات التي تكون نتائجها سلبية، فتتلاشى احتمالية حدوثها فيما بعد.
ويتشابه هذا المفهوم كثيراً مع الفكرة التي تشير إليها نظرية التطور، بأن السمة الشخصية التي تعود بالفائدة على عملية التكاثر سوف تستمر، ويتم تحديد الحالات المُرضية (الإيجابية) والمخيبة للأمل (السلبية) بالسلوكيات، ولا يمكن توقعها بدقّة، لاختلاف مفاهيم هذين المصطلحين بين الحيوانات، وعندما أصبحت الإشراطات الاستثابية معروفة، تم استبدال تصنيفي الحالات المذكورين بكلمتي «التعزيزية» و«العقابية» على التوالي، واللتين يتم استخدامهما في علم النفس بشكل مختلف عن الطريقة العامّية، فيرجّح الفعل المعزز لسلوك ما حدوثه مرة أخرى، بينما يقلل الفعل العقابي من احتمالية تكرره.
ويدحض قانون الأثر الخاص بثورندايك الأفكار الواردة في كتاب جورج رومانز ذكاء الحيوان، مشيراً إلى أن الأدلة القولية ضعيفة وغير مفيدة عادة، إذ نصّ الكتاب على أن الحيوانات تفكر ملياً بالأمور، كما البشر، عندما تتعامل مع بيئة أو موقف جديدين، بالمقابل افترض ثورندايك أن الحيوانات يجب أن تتفاعل بدنياَ مع البيئة الفيزيائية المحيطة بها لتفهمها، وتوظف لهذه الغاية التجارب والأخطاء حتى تصل لنتيجة ناجحة، ووضح ذلك في تجربة القطة الخاصة به، والتي قام فيها بوضع قطة في صندوق أحجيات، فتعلمت في النهاية، بتفاعلها مع بيئته، كيف تهرب منه.

## التاريخ
يترافق هذا المبدأ، الذي ناقشه لويد مورغان مسبقاً، مع اتصالية إدوارد لي ثورندايك، والذي أشار إلى أن إتْباع هذا الترافق بظروف مُرضية سيقويه، أما إذا تبعته ظروف مزعجة فإنا ستُضعفه.
ويوضّح مفهوم التعزيز، كما يُشاهّد في الإشراط الاستثابي، النموذج الحديث من قانون الأثر، وتتمثل الفكرة الجوهرية في إمكانية تعديل السلوك بواسطة آثاره، وهو ما وجده ثورندايك في تجاربه الشهيرة مع القطط الجائعة في صناديق يمكن فتحها بالضغط على مقبض أو سحب عقدة.
فكان يلاحظ المدة الزمنية التي تستغرقها القطة لتحرر نفسها بنجاح من الصندوق، فوجد أنها في التجارب القليلة الأولى كانت تستجيب بعدة طرق غير فعالة، كخدش باب الصندوق أو سقفه، وبعد سلسلة من المحاولات والأخطاء كانت تجد الطريقة المناسبة للخلاص، ومع كل محاولة ناجحة، كانت تستغرق القطة متوسط زمن أقل أكثر فأكثر للهروب، أي بالمعنى الحديث، تعززت الاستجابة الصحيحة بواسطة نتيجتها، ألا وهي التحرر من الصندوق.

## التعريف
يُعّرف قانون الأثر بأنه الاعتقاد بأن التأثيرات اللاحقة السارّة تقوّي الفعل الذي أنتجها، وقد نشره ثورندايك عام 1905، ويشير إلى أن الاستجابة حالما تترافق مع المحفز، فمن المُحتمل أن تحدث دون وجوده لاحقاً، وخصوصاً إن كانت تحمل أثراً إيجابياً في موقف معين.
وقد أظهر اختصاصيو علم النفس اهتماماً بالعوامل المهمة لتغير السلوك والتحكم به منذ بزوغ علم النفس كمنهج قائم بذاته، وكان قانون الأثر أحد المبادئ الأولى المترافقة مع التعلم والسلوك.
وأكد ثورندايك على أهمية الموقف في استثارة الاستجابة، فلم تكن القطة لتحاول القيام بالضغط على المقبض إن لم تكن محبوسة في صندوق الأحجيات أساساً، ولا يشمل الموقف موقع القطة وحسب، وإنما المحفزات التي تتعرض لها، كالجوع والرغبة بالتحرر.
فتقوم القطة بالتعرف على الصندوق من الداخل، وقضبانه، ومقبض بابه، وتتذكر ما عليها فعله لأداء الاستجابة الصحيحة، ما يُظهر نوعية التعلم وقانون الأثر للسياق الحدثي.
وفي مقالة مؤثرة عام 1970، اقترح ريتشارد هيرنشتاين علاقة كمية بين معدل الاستجابة (ب) ومعدل التعزيز (مت) كما يلي:
ب = ك. مت / (مت0 + مت)
حيث تكون كل من ك و مت0 ثوابت، واقترح هيرنشتاين اعتبار هذه العلاقة، والتي تم اشتقاقها من قانون المطابقة الذي كان قد لاحظه عند دراسة جداول التعزيز المتزامنة، كتحديد كمّي لقانون الأثر، وهو ما لا يُعتبر حشواً مكرراً، على عكس التحديد النوعي لهذا القانون.

## المثال
يمكن توصيف ما سبق بمثال إدمان المخدرات، فعندما يتعاطى الفرد مادة مخدرة لأول مرة ويشعر بآثار إيجابية، من الأرجح أن يكرر هذا السلوك بسبب هذه النتيجة المعززة، وبمرور الزمن، سيطور الجهاز العصبي لذاك الفرد تحملاً أيضاً تجاه هذه المادة، وبالتالي سيتطلب الوصول لحالة الرضا ذاتها تناول جرعة أكبر، وهو ما يشكل خطراً على الفرد.

## التأثير
قام اختصاصي علم النفس بورهوس فريدريك سكينر بعد حوالي نصف قرن بدراسة مبادئ الإشراط الاستثابي، واستخدم بعد ذلك نموذجاً مُحدّثاً من صندوق أحجيات ثورندايك، سمّاه الحجرة الاستثابية، أو صندوق سكينر، والذي ساهم كثيراً في إدراك قانون الأثر واستيعابه في المجتمع الحديث، بالإضافة إلى كيفية تعلقه بالإشراط الاستثابي، وسمح للباحثين بدراسة سلوكيات الكائنات الحية الصغيرة في بيئات مضبوطة.